# Georg Frentzen
Johann Georg Wilhelm Frentzen (* 7. Oktober 1854 in Aachen; † 26. Dezember 1923 ebenda) war ein deutscher Architekt, Hochschullehrer an der Technischen Hochschule Aachen und Vorsitzender des Aachener Museumsvereins.

## Leben
Nach seinem Abitur im Jahr 1873 am Aachener Realgymnasium, dem heutigen Rhein-Maas-Gymnasium, absolvierte Georg Frentzen ein praktisches Jahr als Bau-Eleve bei der Kreisbauinspektion Aachen. Anschließend studierte er an der Technischen Hochschule Aachen und bestand im Herbst 1878 die „Bauführer-Prüfung“ (1. Staatsexamen).
Neben einer folgenden Assistentenstelle an der Hochschule hatte Frentzen die Gelegenheit, an zahlreichen Architektenwettbewerben teilzunehmen. Zu seinen ersten Erfolgen zählte 1881 der mit einer Auszeichnung bedachte Wettbewerbsentwurf für den neuen Hauptbahnhof in Frankfurt am Main. Im Jahr 1884 bestand er mit diesem Entwurf das „Baumeister-Examen“ (2. Staatsexamen) „mit Auszeichnung“. Das darauf folgende Angebot, als „Hilfsarbeiter“ im preußischen Ministerium der öffentlichen Arbeiten tätig zu werden, lehnte Frentzen ab. Stattdessen habilitierte er sich im Jahr 1882 und wurde anschließend zunächst als Privatdozent der Architekturabteilung und ab 1884 als Dozent der Technischen Hochschule Aachen übernommen. Am 1. Oktober 1887 erfolgte schließlich seine Berufung zum ordentlichen Professor für Ingenieurbauten, Detaillieren, Eisenbahnhochbau und monumentale Gebäudearchitektur. 1896 erhielt er auf der Großen Berliner Kunstausstellung eine kleine Goldmedaille. 
Seine Exkursionen während dieser Zeit führten ihn in die Niederlande, nach Belgien, Frankreich, England, Schottland, Italien, in die Türkei und nach Kleinasien. Hermann Schaper begleitete ihn im Auftrag des Aachener Karlsvereins nach Kleinasien. Im Jahr 1906 gab der mittlerweile mit dem Ehrentitel Geheimer Baurat ausgezeichnete Frentzen sein Lehramt aus gesundheitlichen Gründen auf und arbeitete freiberuflich weiter. Seine offizielle Emeritierung erfolgte dann zum 1. April 1909.
Georg Frentzen wurde als Mitglied in den Bund Deutscher Architekten (BDA) berufen und amtierte von 1913 bis 1919 als dessen Vorsitzender. Während des Ersten Weltkriegs beteiligte er sich am Wiederaufbau Ostpreußens und unterstützte viele Kollegen. Außerdem wirkte er als Preisrichter in rund 30 Architektenwettbewerben.
Darüber hinaus gehörte Frentzen zu den Mitinitiatoren, die die wissenschaftlich-technischen Forschungen im Bereich des Flugwesens der Technischen Hochschule Aachen, das entsprechende öffentliche Interesse sowie die notwendige Koordination eines geplanten Langstreckenflugs nach Berlin zusammenführten, wodurch es am 12. März 1911 zur Gründung des Aachener Vereins für Luftschifffahrt kam. Vier wissenschaftliche Vereine, der Aachener Bezirksverband im Verein Deutscher Ingenieure, die Gesellschaft für Erd- und Witterungskunde, die naturwissenschaftliche Vereinigung zu Aachen und der Elektrotechnische Verein sowie 76 Privatpersonen, darunter neben Frentzen die Professoren Hugo Junkers, Hans Jacob Reissner, August Hertwig, Adolf Wallichs, Felix Rötscher, der Flugpionier Erich Lochner, der amtierende Oberbürgermeister Philipp Veltman, Behördenvertreter, Stadtverordnete, Offiziere und sogar acht Ehefrauen, darunter die Damen Lochner, Polis, Rötscher, Reissner und Delius, zählten zu den Unterzeichnern der Gründungsurkunde. Mehr als 170 Mitglieder traten dem Verein bei und Georg Frentzen wurde zum Vorsitzenden des ersten Vereinsvorstands gewählt.
Seit 1882 war Frentzen darüber hinaus Mitglied im Aachener Museumsverein, den er ab 1909 als stellvertretender Vorsitzender und ab 1916 als Vorsitzender leitete, sowie im Club Aachener Casino. Ferner wurde er vom Deutschen Museum in München zum Mitglied des Kuratoriums ernannt. Er unterstützte maßgeblich die Jahresausstellungen des Aachener Künstlerbunds.
Frentzen heiratete 1885 in Düren in erster Ehe die Anthropologin und Psychologin Lucie (Agnes Aline Valentine Louise) geborene Hoesch (1864–1944), eine Tochter des Gustav Hoesch (1818–1885) und dessen Frau  Maria (Agnes Julie) Hoesch geb. Pfeifer (1834–1920), das älteste Kind des Dürener Papier- und späteren Zuckerfabrikanten Emil Pfeifer aus dessen zweiter Ehe mit der Maria Emma geb. Hoesch. Die kinderlose Ehe wurde 1895 geschieden. Georg Frentzen fand seine letzte Ruhestätte auf dem Aachener Waldfriedhof.

## Werk
Seit 1881 beteiligte Frentzen sich an 36 Architektenwettbewerben und erzielte dabei mit 27 Entwürfen eine Prämierung oder einen Ankauf. Nennenswert sind seine Wiederherstellungen des Aachener Rathauses, das Empfangsgebäude des Kölner Hauptbahnhofs sowie die Aachener Christuskirche.

„Was die Architektur des neuen Kirchenbaues in Aachen betrifft, so ist dieselbe in einer Formengebung gehalten, die sich aus der Verbindung eines Constructionssystems mittelalterlichen Charakters mit der Verwendung von Details in Auffassung der Renaissance ergibt. Der symmetrische Grundriss zeigt die Form einer einschiffigen, gewölbten Saalkirche, die an allen Seiten mit Emporen versehen ist. Indem theilende Stützen im Innern vermieden sind, ist eine mächtige Raumwirkung erzielt worden.“

Herausragende weitere Entwürfe sind das Leopold-Hoesch-Museum in Düren und das Bankhaus Kapuzinergraben. Sein Landhaus Waldheim erbaute er in der Nähe des von ihm entworfenen Bismarckturms. Zu seinem Spätwerk zählt die freie Rekonstruktion der Burg Altena.

### Werkliste (unvollständig)

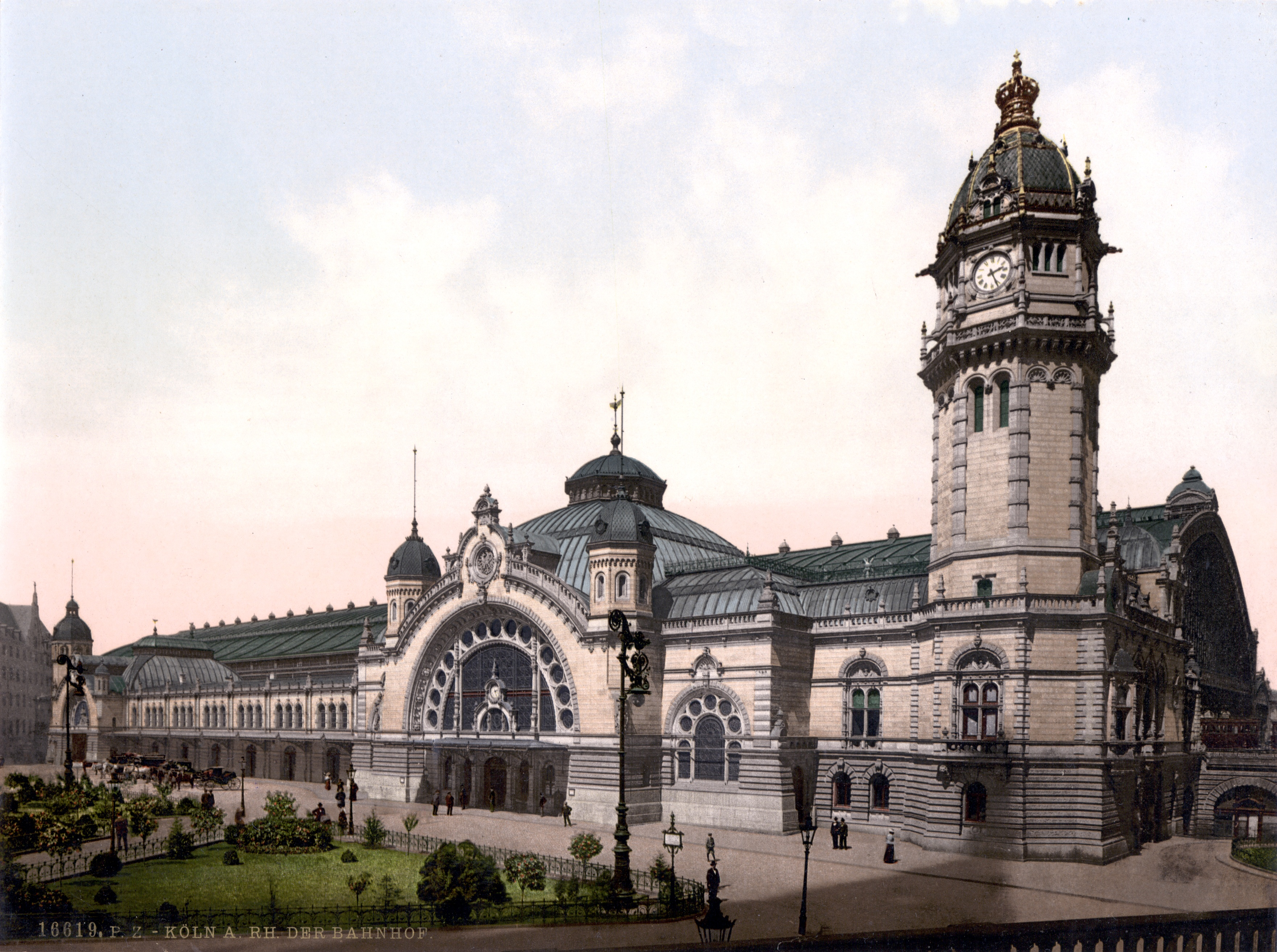
Kölner Hauptbahnhof (um 1900)

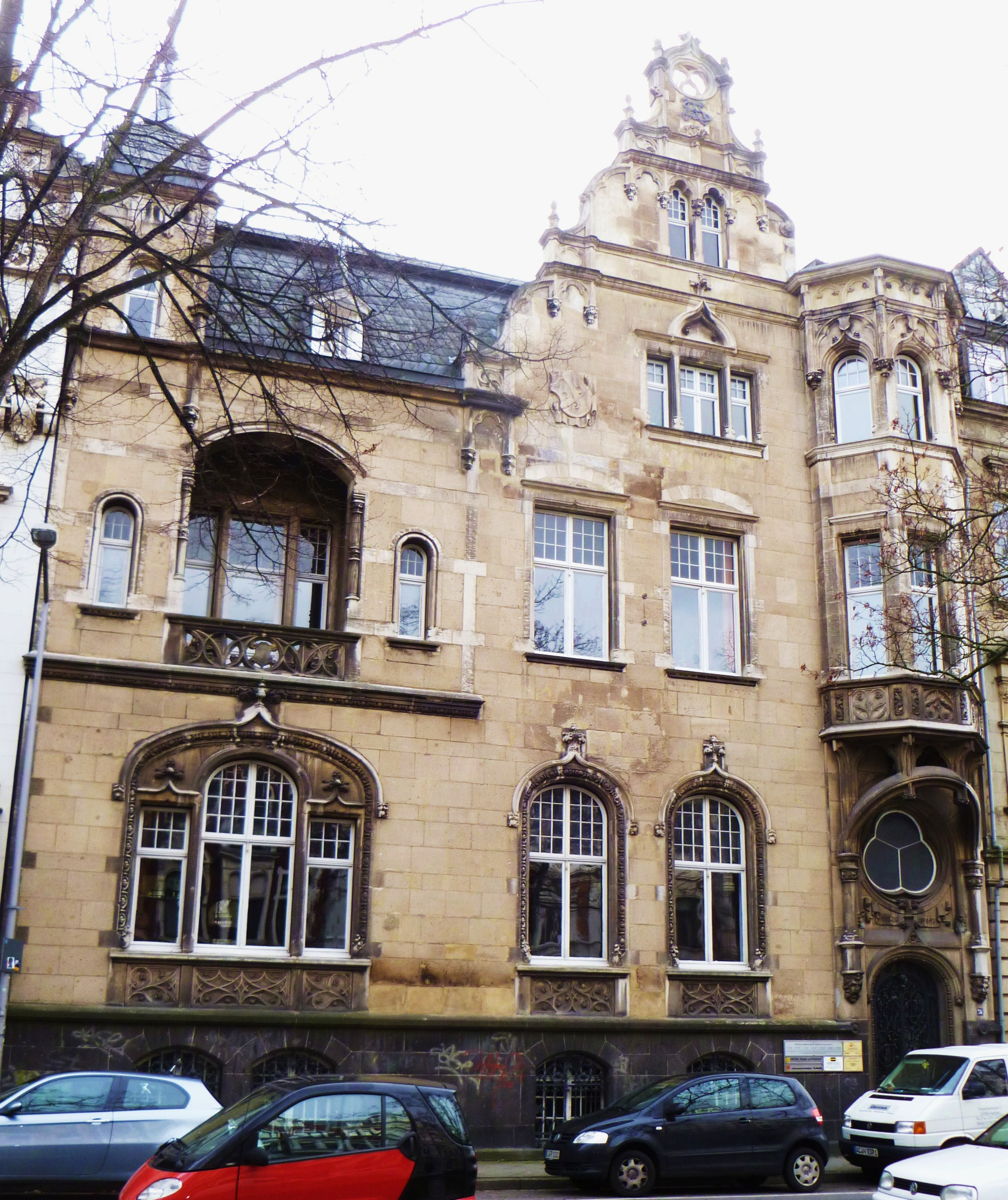
Villa Schüll

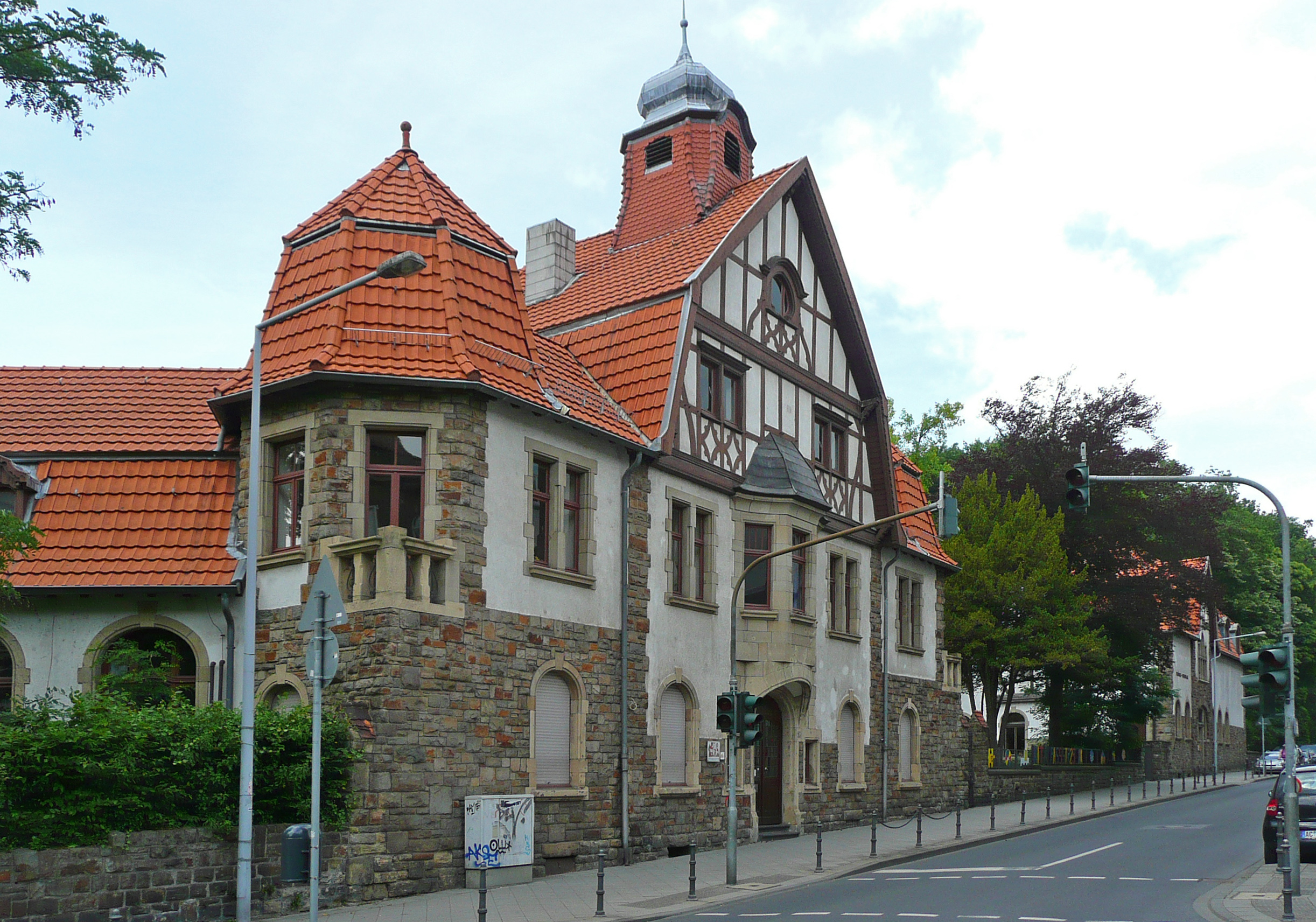
Fröbel-Seminar an der Passstraße in Aachen

- 1881: Wettbewerbsentwurf für den Frankfurter Hauptbahnhof
- 1882: Wettbewerbsentwurf für das Reichstagsgebäude in Berlin[2]
- 1884: Wettbewerbsentwurf für die Bebauung der Berliner Museumsinsel[3] (angekauft für 1.500 Mark;[4] entspricht heute etwa 14.000 EUR[5])
- 1888: Wettbewerbsentwurf (Kennwort hors concours) für die Amsterdamer Börse[6]
- 1883–1902: Beteiligung an der Wiederherstellung des Aachener Rathauses nach dem Brand von 1883 (1. Preis im Wettbewerb, angekauft für 4.000 Mark;[7] entspricht heute etwa 36.000 EUR[5])
- 1889–1891: Villa Delius für den Tuchfabrikanten Carl Delius in Aachen, Friedlandstraße 2 (nicht erhalten)
- 1890: Wettbewerbsentwurf für ein Kaiser-Wilhelm-Denkmal bei Königswinter
- 1890–1891: Landratsamt in Krefeld
- 1891: Preußische Höhere Fachschule für Textilindustrie in Aachen, Boxgraben 98–100 (gemeinsam mit Edmund Thyssen; heute Fachbereich Gestaltung der FH Aachen)
- 1890–1894: Empfangsgebäude des Kölner Hauptbahnhofs
- 1892: Wettbewerbsentwurf für die Tonhalle Zürich (3. Preis, dotiert mit 1.500 CHF;[8][9] entspricht heute etwa 19.000 CHF[10])
- 1892: Wettbewerbsentwurf für das Neue königliche Hoftheater Wiesbaden[11]
- 1892: Wettbewerbsentwurf für den Hauptbahnhof in Budapest
- 1893: Einbau von Emporen in der evangelisch-reformierten Kirche in Düren (spätere Auferstehungskirche, im Zweiten Weltkrieg zerstört)
- 1893–1896: evangelische Christuskirche in Aachen, Martin-Luther-Straße (im Zweiten Weltkrieg zerstört)
- 1896–1897: Wohnhaus für den Tuchfabrikanten Wilhelm Schüll (1861–1925), genannt Villa Schüll, in Aachen, Kaiserallee 74 (heute Oppenhoffallee 74)

„3geschossig in nicht durchgezogenen Achsen, Fassade verputzt mit neugotischen und Neurenaissance-Schmuckformen, Erker; im 2. OG die Fenster durch rundbogige Arkatur zusammengefaßt; im Giebel eine Loggia mit Halbrundöffnung“
- 1897: Paradiesbrunnen in Aachen
- 1899: Villa Springsfeld für den Rechtsanwalt Carl Springsfeld in Aachen, Zollernstraße 14 (nicht erhalten)
- 1901–1902: Haus Waldheim in Aachen
- 1905: Leopold-Hoesch-Museum in Düren
- 1906–1907: Bismarckturm auf dem Waldfriedhof in Aachen-Burtscheid

Turmbau aus Handquader- und Backstein-Mauerwerk, Spitze von einer Krone geschmückt, unter Denkmalschutz (Büsten von Bismarck, Moltke und Roon von Karl Krauß)
- 1906–1916: freie Rekonstruktion der Burg Altena
- 1908: Fröbel-Seminar in Aachen, Passstraße 25/27

„2geschossige villenartige Anlage mit Mansarddächern, Ecktürmchen, Blendgiebeln; verputzt, Sockel mit Sandsteinverblendung, Werksteingliederung, historisierende, meist neubarocke Schmuckmotive“
- 1909(?): Villa Wilden in Aachen, Zollernstraße 33[17]
- 1909–1911: Bankhaus Kapuzinergraben (Bankgebäude für die Rheinisch-Westfälische Disconto-Gesellschaft AG u. a.) in Aachen, Kapuzinergraben 12/14 (mit Veränderungen erhalten)

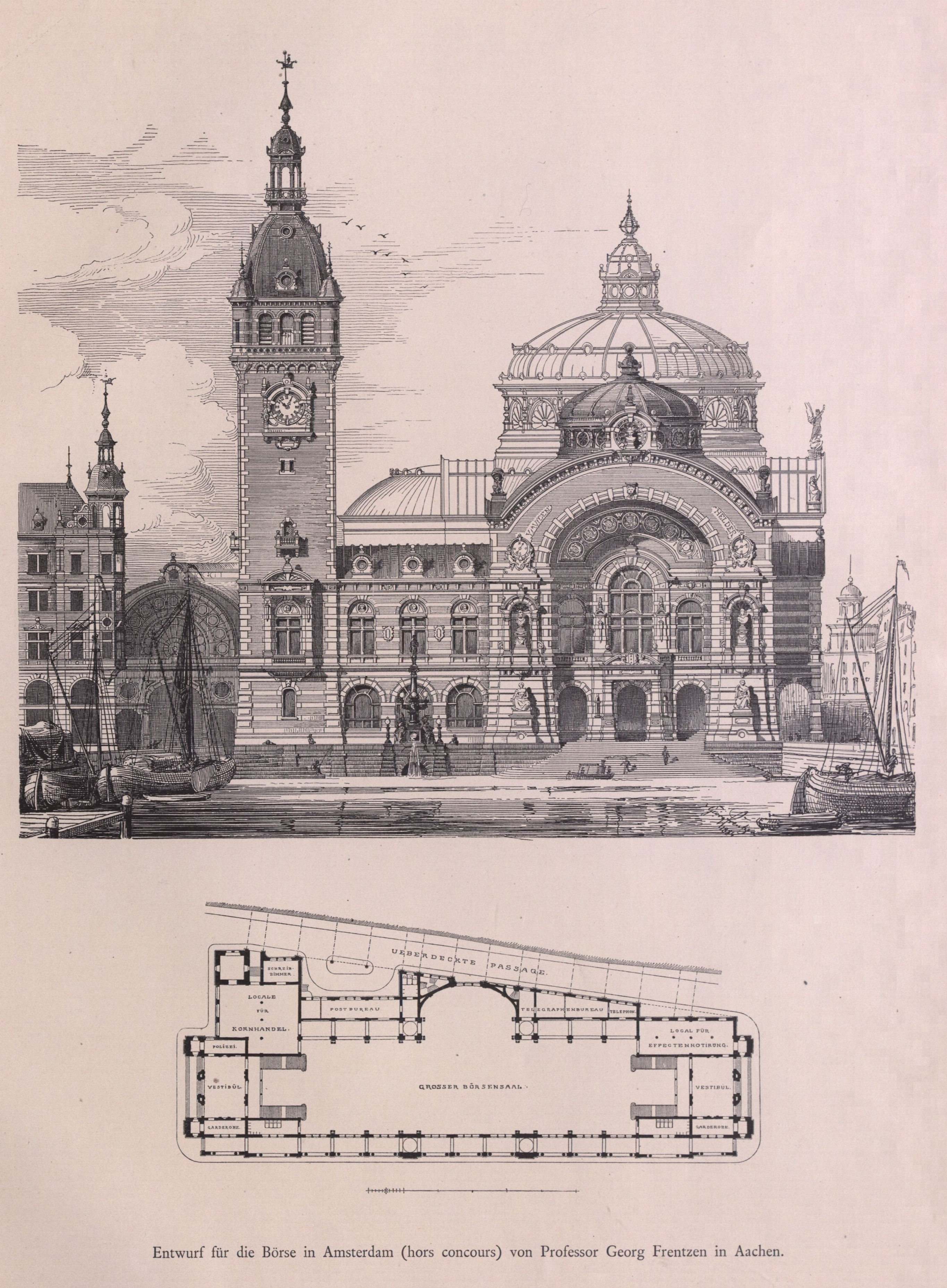
Entwurf für die Börse in Amsterdam (1888)
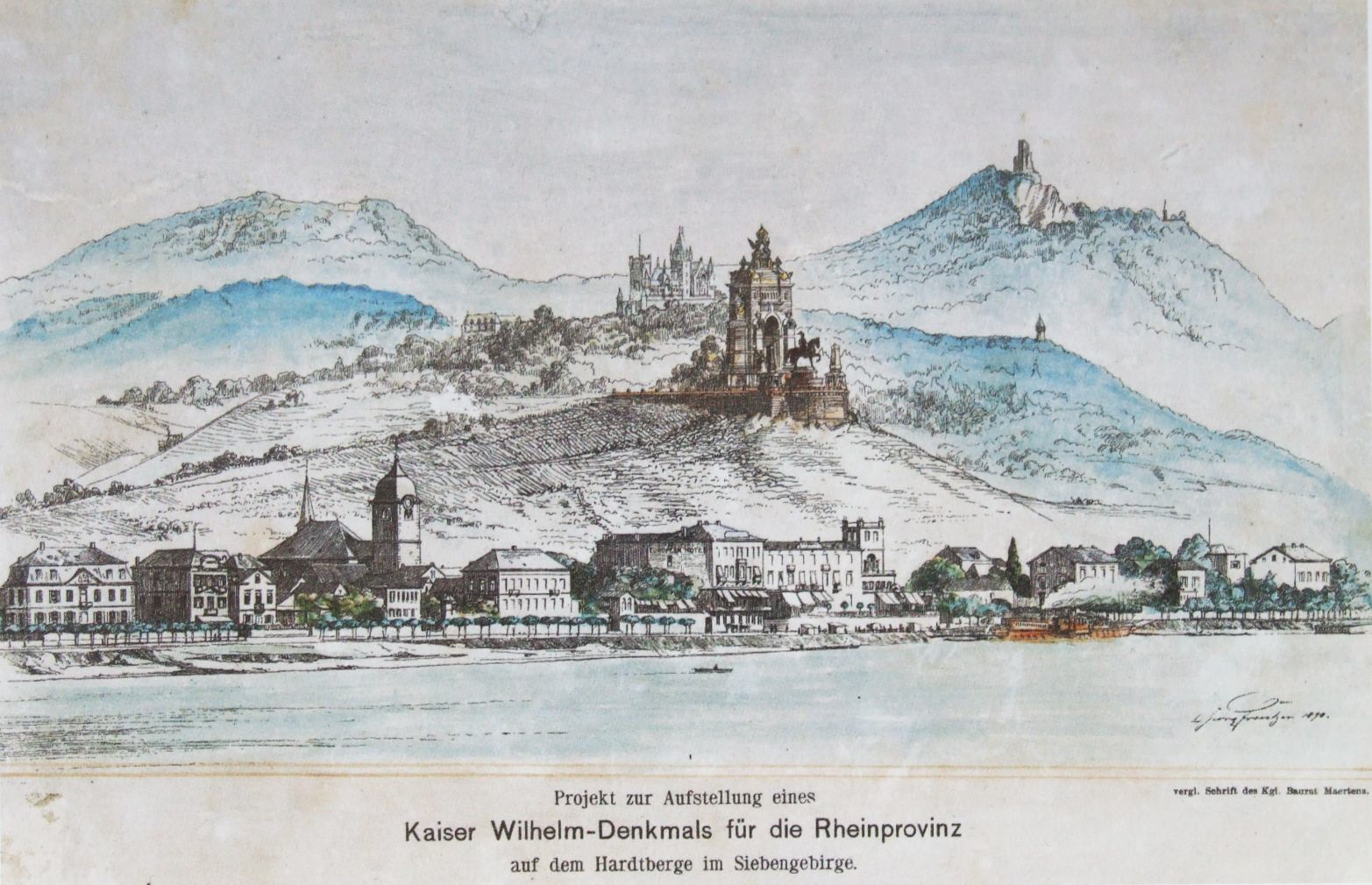
Wettbewerbsentwurf für ein Kaiser-Wilhelm-Denkmal bei Königswinter (1890)
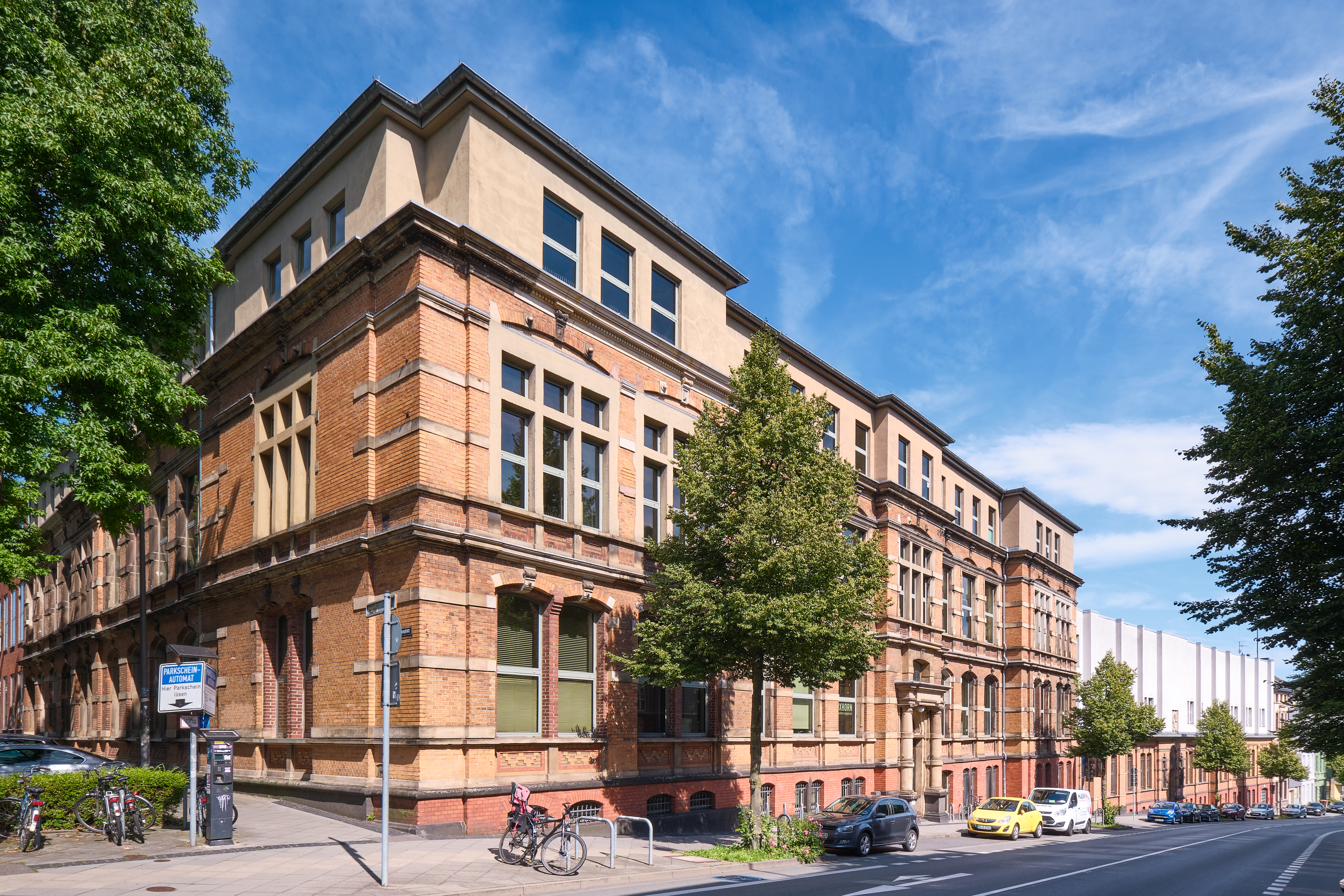
Preußische Höhere Fachschule für Textil in Aachen (1891)
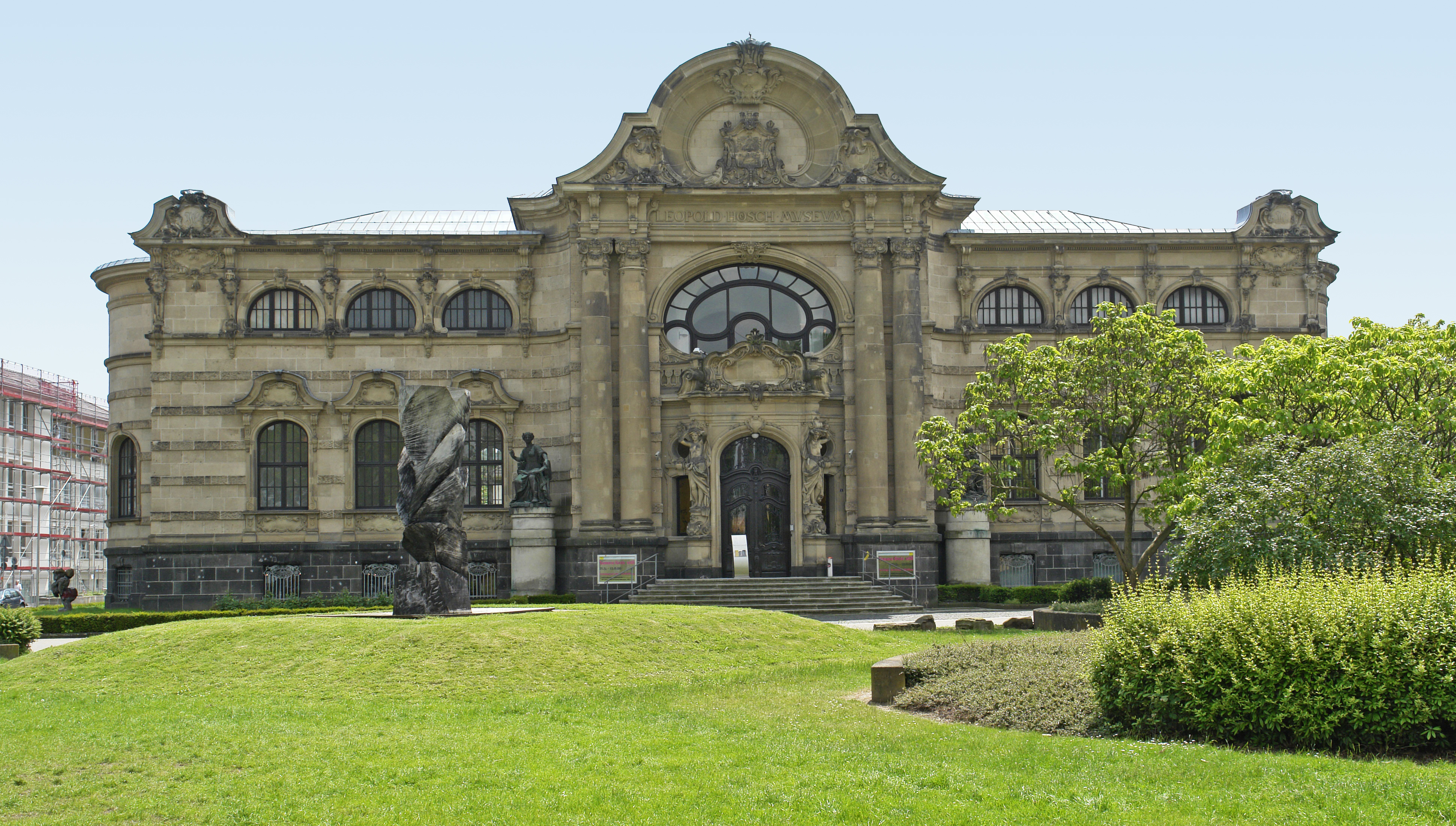
Leopold-Hoesch-Museum in Düren (1905)
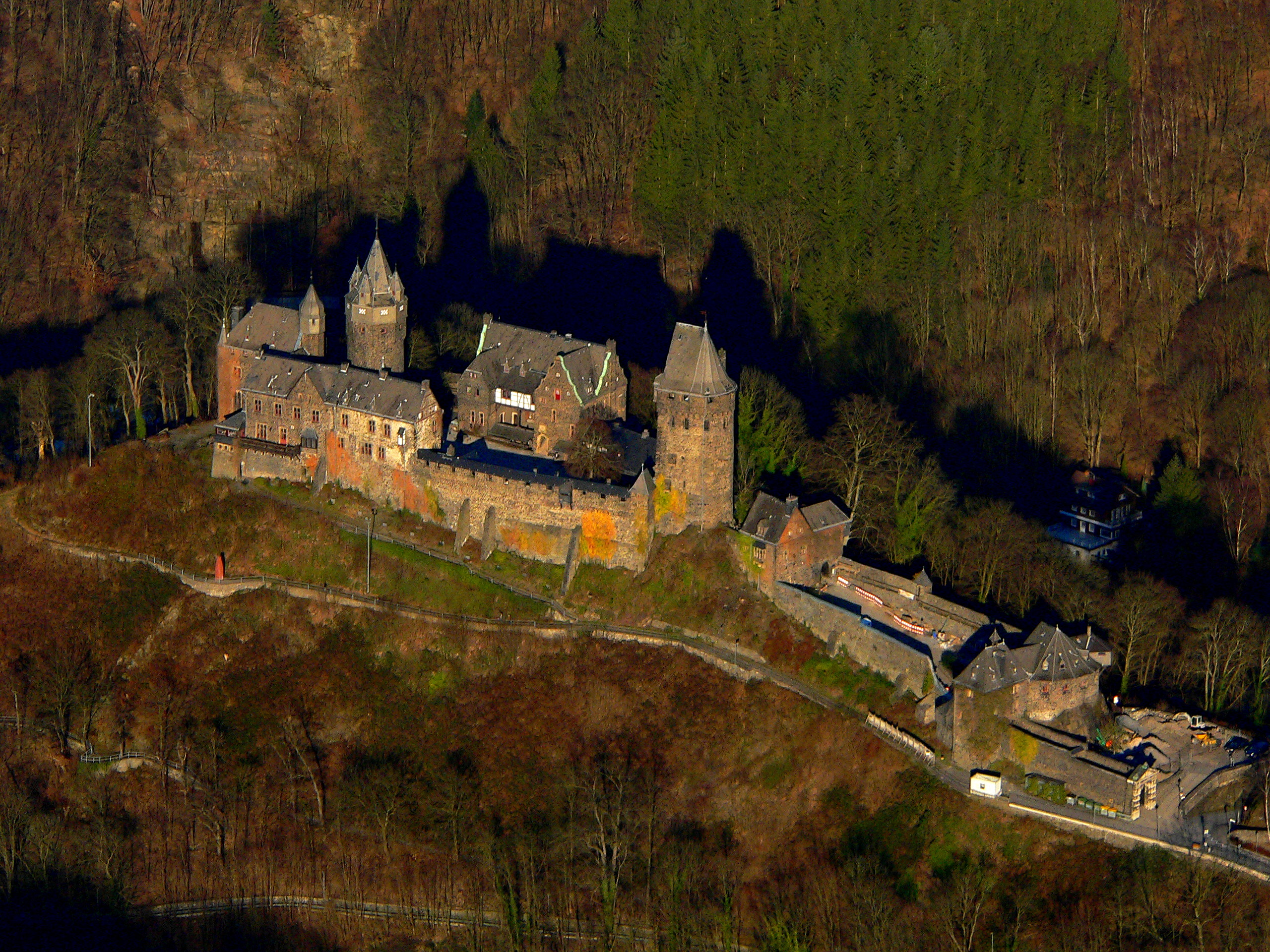
Burg Altena (1906–1916)
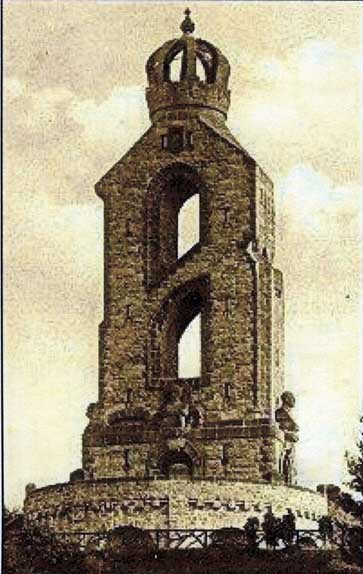
Bismarck-Turm Aachen (1907)
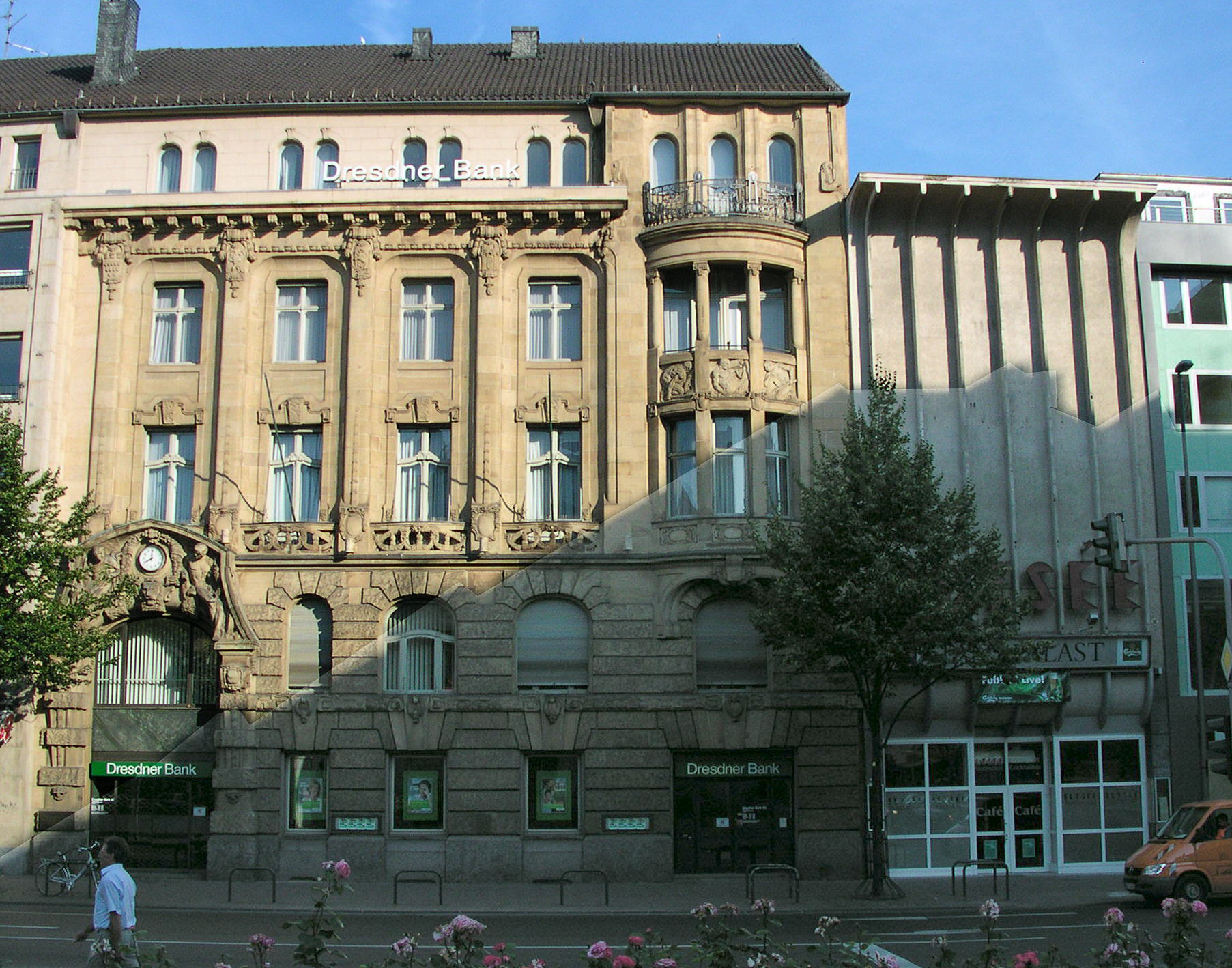
Bankhaus Kapuzinergraben in Aachen (1910)